# Wallbach (Argóvia)
Wallbach é uma comuna da Suíça, situada no distrito de Rheinfelden, no cantão de Argóvia. Tem 4,55 km² de área e sua população em 2018 foi estimada em 1.953 habitantes.